# Погулянка (Підляське воєводство)
Погулянка (пол. Pohulanka) — село в Польщі, у гміні Черемха Гайнівського повіту Підляського воєводства.
У 1975-1998 роках село належало до Білостоцького воєводства.